# Recife
Recife je přístavní město na severovýchodě Brazílie, hlavní město státu Pernambuco. Ve městě žije asi 1,56 milionu obyvatel, celá metropolitní oblast má 3,77 milionu obyvatel.

## Klimatické podmínky
Město a celý stát Pernambuco se rozkládá nedaleko rovníku poblíž pobřeží Atlantského oceánu. Podnebí je tropické s průměrnou letní teplotou okolo 28 °C a průměrnou zimní teplotou 25 °C. Průměrný roční úhrn srážek činí asi 2000 mm.

## Historie
První portugalská osada byla na místě dnešního Recife založena již v roce 1537.

## Demografická situace
V metropolitní oblasti Recife žilo v roce 2009 celkem 3 768 902 obyvatel. Z toho bylo 1 958 358 kreolů (52,9 %), 1 428 972 bělochů (38,6 %), 296 160 černochů (8,0 %) a 14 808 Asiatů (0,4 %).

## Partnerská města
- Amsterdam, Nizozemsko (1900)
- A Coruña, Španělsko
- Dallas, Spojené státy americké (1948)
- Kanton, Čína (2007)
- Nantes, Francie (2003)
- Porto, Portugalsko (1987)
- Arrecife, Španělsko (2010)